# Alima (cràter)
Alima és un cràter d'impacte en el planeta Venus de 10,3 km de diàmetre. Porta el nom d'un antropònim tàtar, i el seu nom va ser aprovat per la Unió Astronòmica Internacional el 1994.